# Донат (правитель гуннов)
Дона́т (лат. Donatus; убит в 412) — один из правителей (риксов) гуннов в начале V века.

## Биография
Единственным источником, сообщающим о Донате, являются выписки из «Истории» Олимпиодора Фиванского, сделанные для «Библиотеки» патриарха Константинопольского Фотия Великого. Однако краткость этих заметок не позволяет историкам точно установить обстоятельства жизни и смерти Доната.
На основании сведений, сообщаемых Олимпиодором, предполагается, что Донат мог быть одним из подчинённых верховному царю гуннов правителей и владеть восточными областями Гуннской державы. Часть историков предполагает, что Донат управлял причерноморскими землями, часть — что паннонскими. Возможно, что Донат даже не был этническим гунном, о чём говорит его имя, имеющее латинское происхождение.
По свидетельству Олимпиодора, в 412 году он был отправлен с дипломатической миссией к гуннам и их вождю Донату. О том, кто был отправителем посольства, византийский император Феодосий II или западно-римский император Гонорий, точно неизвестно. Олимпиодор писал, что по пути ему пришлось совершить морское путешествие, а также пережить немало других опасностей. Однако вскоре после прибытия послов Донат был убит. Подробного описания этого события в выписках Фотия нет: упоминается только, что Донат был «коварно обманут клятвой». В ответ на это убийство «первый из риксов» гуннов Харатон «распалился гневом», и только дары, переданные императорскими посланцами, разрешили конфликт. Вероятно, убийство Доната было инспирировано римскими послами. Предполагается, что Харатон после смерти Доната мог унаследовать его власть над подчинявшимися тому землями.